# 波特洛吉鄉
44°33′N 25°35′E / 44.550°N 25.583°E
波特洛吉鄉（羅馬尼亞語：Comuna Potlogi, Dâmbovița），是羅馬尼亞的鄉份，位於該國南部，由登博維察縣負責管轄，面積52平方公里，海拔高度133米，2007年人口8,292，人口密度每平方公里159人。